# Kaprijke
Kaprijke is een plaats en gemeente in de Belgische provincie Oost-Vlaanderen. De gemeente ligt in de regio Meetjesland, heeft een totale oppervlakte van 33,71 km² en telt ruim 6000 inwoners, die Kaprijkenaars worden genoemd. Kaprijke heeft een geschiedenis die teruggaat tot de Romeinse tijd en had tot de Franse Revolutie stadsrechten (verkregen in de 12de eeuw door Johanna van Constantinopel).
De grootste kern van de gemeente is Lembeke, dat zowel in oppervlakte als inwonersaantal de andere deelgemeente (Kaprijke) overtroeft. Ten tijde van de grootschalige nationale gemeentefusieronde (jaren 70 van de 20ste eeuw), toen Lembeke en Kaprijke samengevoegd werden, kenden beiden echter een gelijkaardig aantal inwoners.

## Situering
Kaprijke maakt deel uit van de Vlaamse Zandstreek. Dit gebied is nagenoeg vlak, de hoogte schommelt tussen de 4 en 11 meter. In het zuidwesten is een iets meer uitgesproken microreliëf aanwezig dan in het noorden. De laagste delen zijn te vinden in het noorden van de deelgemeente.
Het landschap is overwegend een oud ontginningslandschap, gekenmerkt door een mozaïekachtig patroon van rechthoekige tot blokvormige percelen. In de depressies zijn de percelen meer rechthoekig lang en smal. Dit alles volgens een vrij regelmatig patroon.

## Geschiedenis
De naam Kaprijke komt zeer waarschijnlijk van de Gallo-Romeinse naam "Capriacum" wat zoveel betekent als 'Goed van Caprius' (Caprius is een persoonsnaam). De Romeinen, die de nederzetting bouwden, sloegen in de 5de eeuw op de vlucht voor invallende Germanen. Van het huidige Kaprijke is voor het eerst sprake rond de 13de eeuw, na een periode van zes eeuwen verlatenheid.
In 1240 kreeg Kaprijke een keure van Johanna van Constantinopel waarmee het dus stadsrechten had.
Gedurende de middeleeuwen was een groot gedeelte ervan met heide en moeras bedekt, en diende Kaprijke te worden beschermd tegen de vernietigende invloeden van de zee, dit werd gedaan door de aanleg van de Graaf Jansdijk. Die liep van Antwerpen over Bentille naar Duinkerke. Deze dijk kon echter niet verhinderen dat Kaprijke in 1403 toch grotendeels overspoeld geweest is.
In de late middeleeuwen was Kaprijke een vrij welvarend stadje, vooral door aandeel van de lakenindustrie. Het Kaprijks laken was tot ver buiten de grenzen bekend om zijn hoge kwaliteit.
In de 16de eeuw werd Kaprijke gekweld door godsdienstoorlogen die verschrikkelijke plunderingen met zich meebrachten, vooral na de Geuzenberoerten in 1574 en nog erger in 1583. Meer dan 20 jaar lang was Kaprijke verwoest en verlaten. Vanzelfsprekend was de nijverheid ook helemaal ten onder gegaan en het kwam er nooit meer tot volle bloei. Alles werd in het werk gesteld om het stadje herop te bouwen, wat dan weer resulteerde in extra belastingen. Een poging in de goede richting in het midden van de 17de eeuw was het graven van het Kaprijks vaardeken, een kanaal dat Kaprijke langs Lembeke, Sleidinge en Kluizen met Gent verbond.

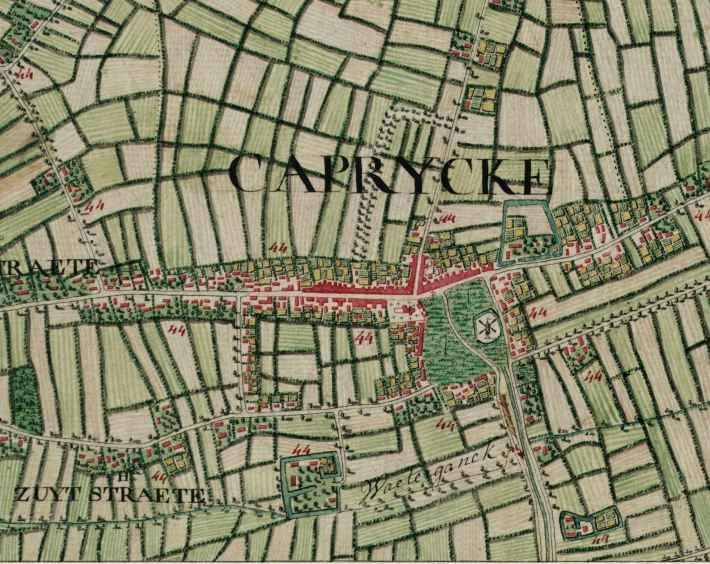
Kaprijke op de Ferrariskaart (rond 1775)

In 1763 stroopten de Franse legers alles leeg, dit was nog niet het einde van alle ellende want in 1783 vielen diezelfde Fransen weer binnen, ditmaal onder aanvoering van maarschalk d'Humières. De bestuursleden waren gevlucht en niemand kon ontkomen aan de zware brandschatting (= de bewoners moesten belasting betaling aan de invaller, met brandstichting als straf indien niet aan de eisen konden worden voldaan). Onmiddellijk werd het vuur aangestoken en verschillende huizen en schuren, alsook het bovendeel van het stadhuis, dat pas 20 jaar voordien terug heropgebouwd was, brandden af. Om de geleden schade toch enigszins wat te milderen vroegen heel wat pachters afslag op hun pacht en andere verplichtingen.
In de 18de eeuw kende Kaprijke (zoals trouwens gans Vlaanderen) een betrekkelijke rust en bloei. Dit veranderde toen het samen met de omliggende streken aan het eind van de 18de eeuw opnieuw door de Fransen werd veroverd. Kaprijke verloor haar stadsrechten, maar werd wel hoofdplaats van een kanton. Napoleon vaardigde een wet uit waarbij jonge mannen verplicht met het Franse leger moesten strijden. Toen velen in de Kleemkapel de Onze-Lieve Vrouw aanriepen een goed lot te trekken om zo van de legerdienst gevrijwaard te zijn, vernietigden de Fransen ook nog de kapel.
Rond 1830, toen België onafhankelijk werd, was Kaprijke voornamelijk op landbouw afgestemd. Toch was er nog zo'n 1/4 bos en heide. Weven en verwerking van vlas gebeurden vooral in de winter.
Kort na de helft van de 19de eeuw kwam de grote industriële crisis over de streek met een sterke daling van de algemene welvaart als logisch gevolg. Van de ongeveer 750 families die Kaprijke toen telde, konden er zich rond 1855 slechts een honderdtal zichzelf welstellend noemen. De kleine landbouwers, wevers, herbergiers en veldarbeiders konden nog net rondkomen. Maar 1/3 van de bevolking was aangewezen op den Armen. Vandaar dat toen heel wat gezinnen de tocht naar Amerika waagden, hopend op betere omstandigheden aldaar.
In 1871 kreeg Kaprijke een halte op de spoorlijn Eeklo-Zelzate. Doch behalve een straat die Stationsstraat heet is alles al jaren verdwenen, voornamelijk door de komst van de auto. Ook de tramlijn die Eeklo over Kaprijks grondgebied met Watervliet verbond, werd hier het slachtoffer van.
De gemeente kreeg haar huidige vorm op 1 januari 1977 toen, in kader van de eenheidswet, het aangrenzende Lembeke bij Kaprijke werd gevoegd. Principieel was de oude gemeente (nu deelgemeente) Kaprijke tegen iedere fusie gekant. Maar indien de fusie van bovenaf zou opgelegd worden, wilde zij liefst samengaan met Lembeke om zo het agrarische karakter van de gemeente te behouden. Ook electorale motieven speelden mee. Door, uit Lembeeks standpunt, met het kleinere Kaprijke samen te gaan in plaats van Eeklo hoopte toenmalig Lembeeks burgemeester graaf Adhémar d'Alcantara burgemeester te blijven. Iets wat overigens mislukte, want bij de fusiegemeenteraadsverkiezingen van 1976 werd hij verslagen door de zittend burgemeester van Kaprijke Albert Windey.

## Spotnaam
Kaprijkenaren hebben als spotnaam 'Groeningen', naar de groene appelsoort die er vanaf de late Middeleeuwen geteeld werd. De inwoners waren destijds erg trots op deze appels en gaven ze vaak cadeau. Zelfs vorsten kregen het soms als geschenk. Omdat de appels erg typerend groen waren, dachten diegenen die de appels kregen dat Kaprijkenaren gierige mensen waren.

## Bezienswaardigheden

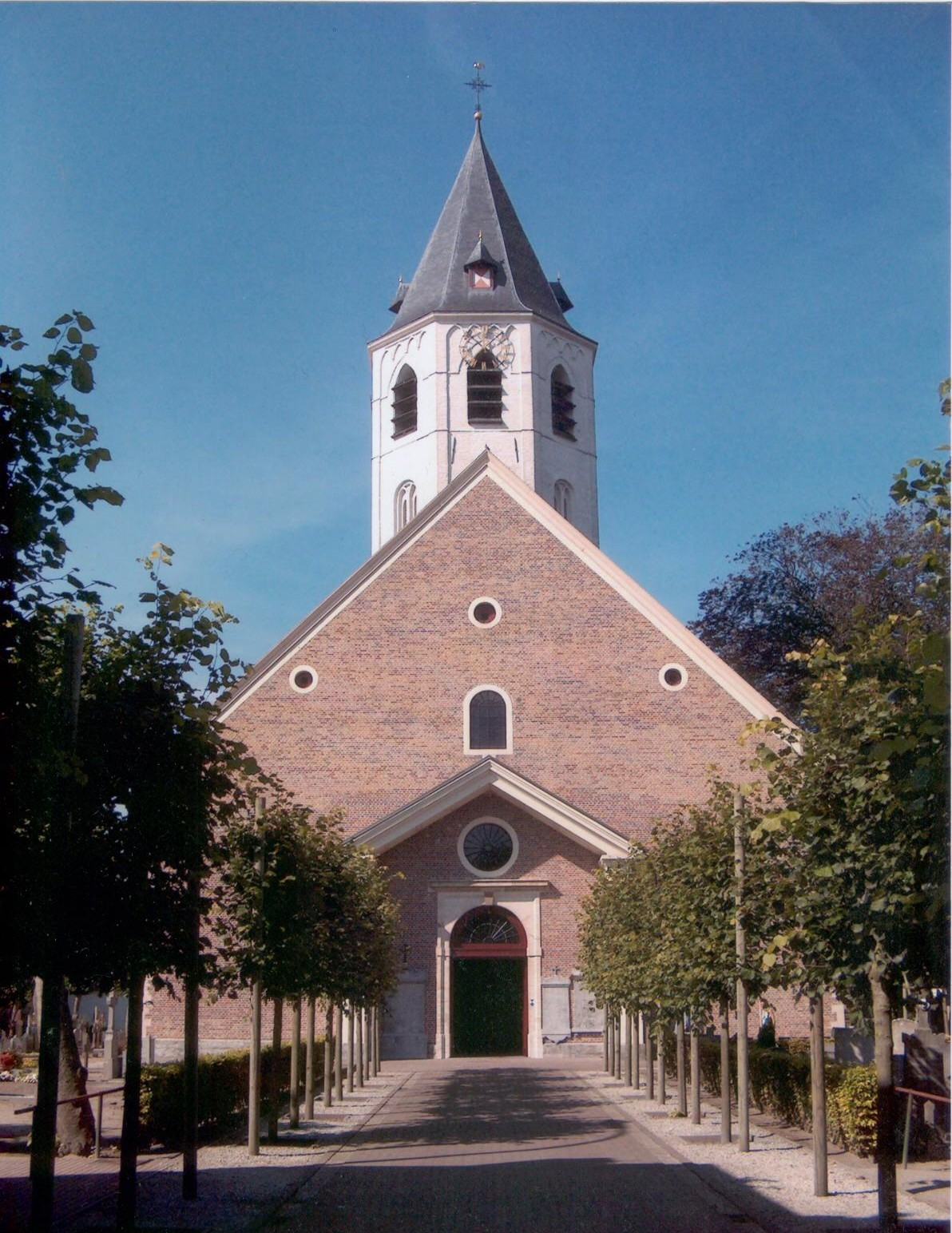
OLV Hemelvaartkerk te Kaprijke

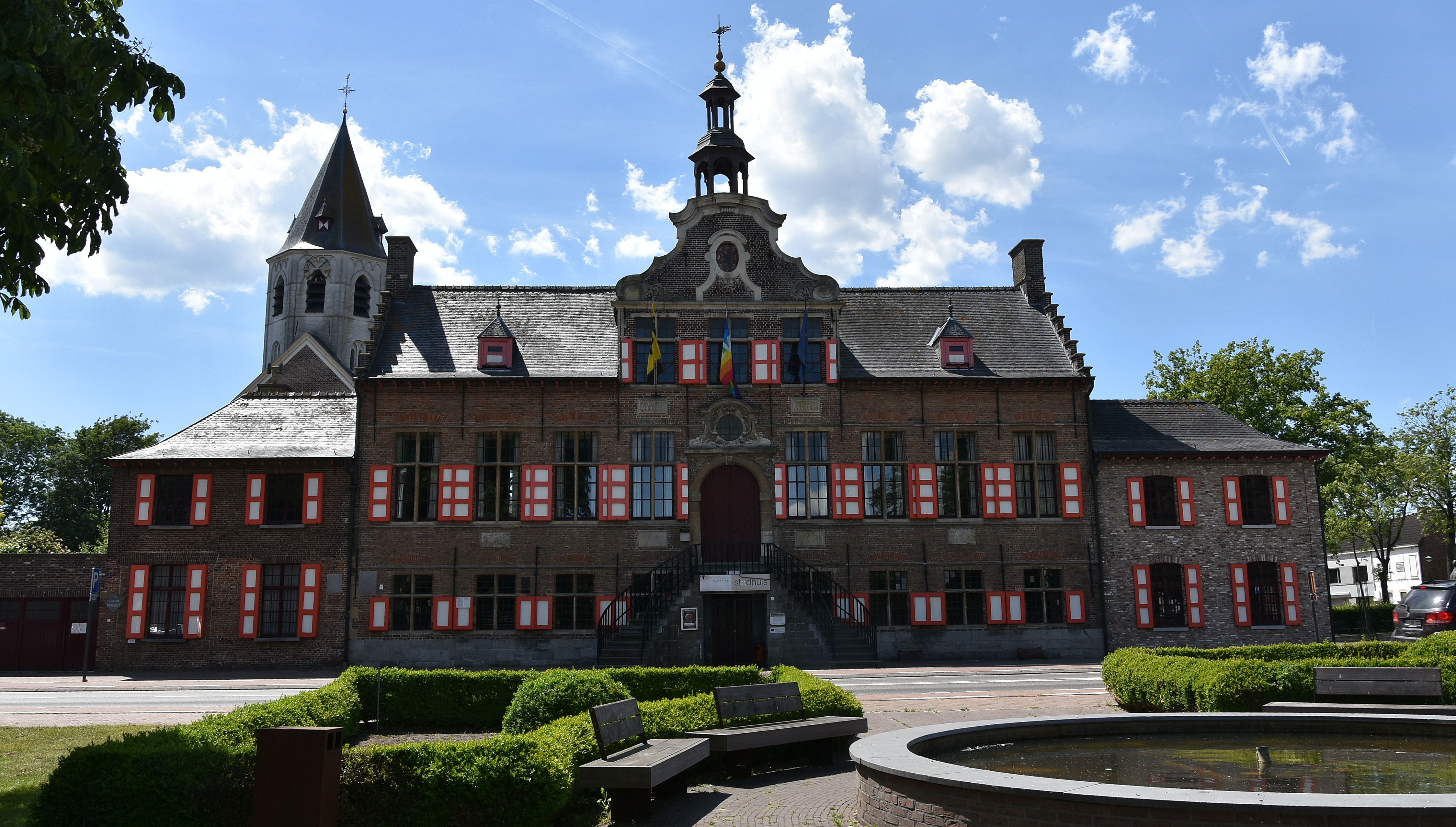
Stadhuis van Kaprijke

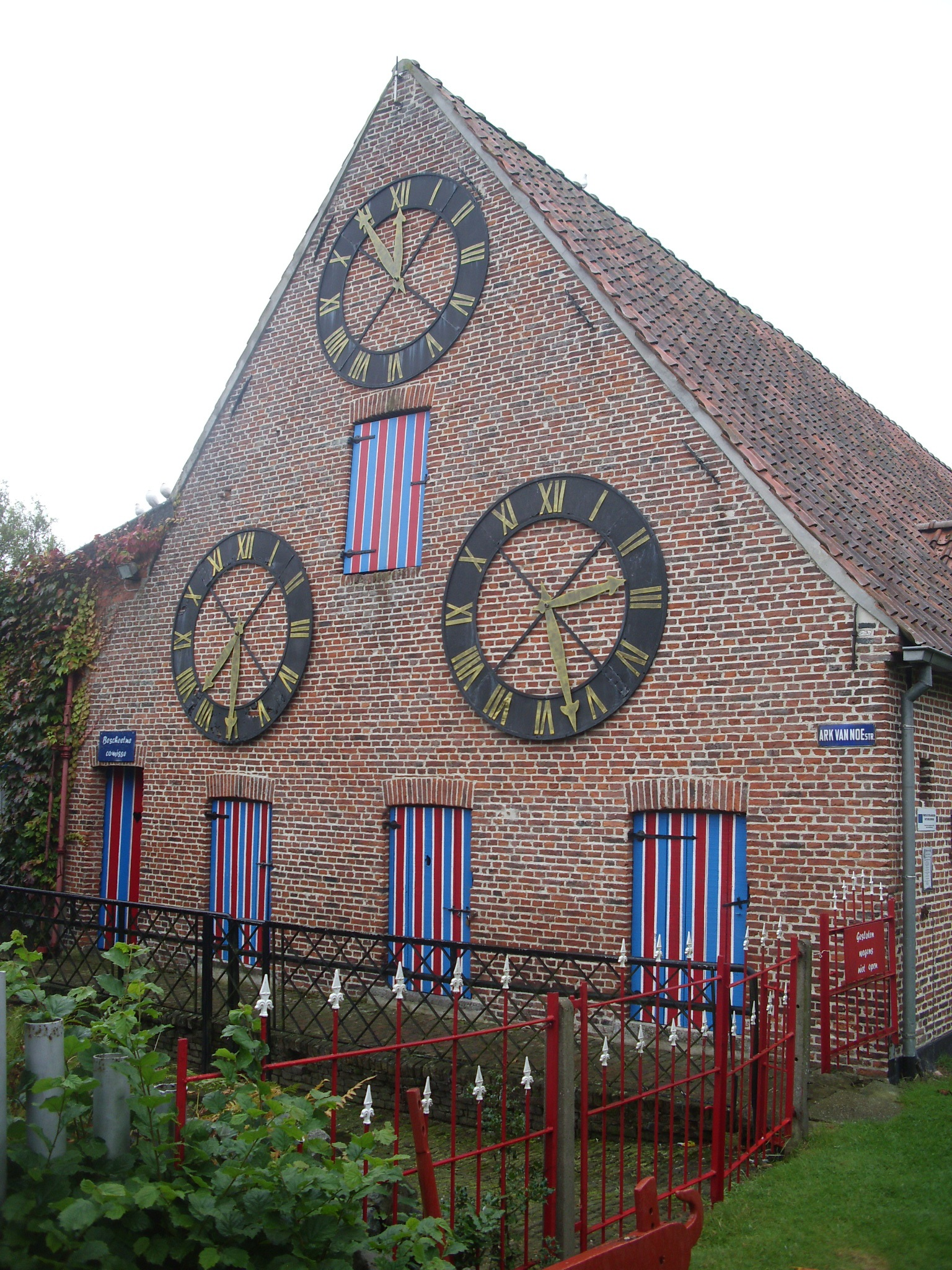
Zijgevel van de schuur van het heemkundig Bardelaeremuseum

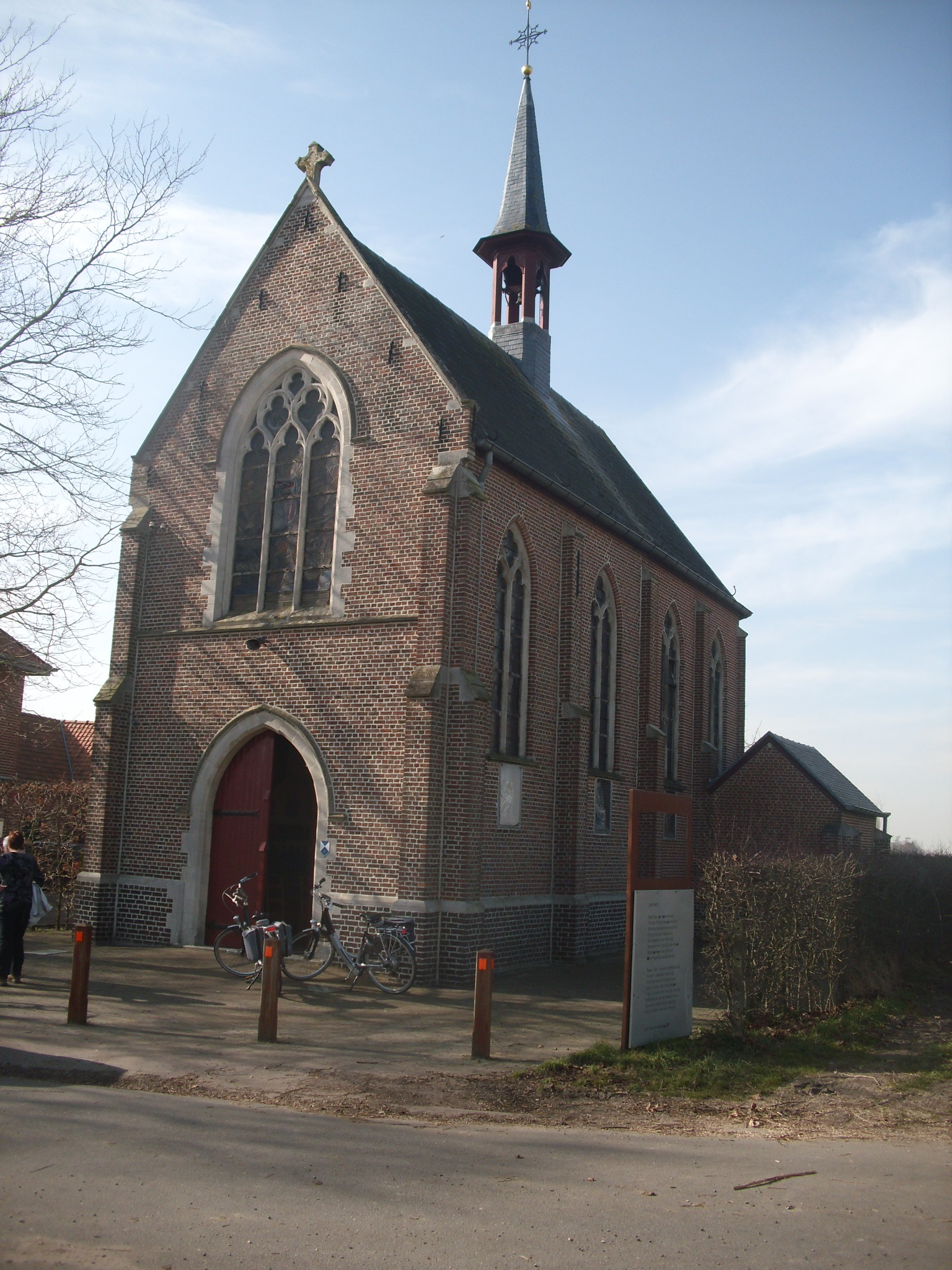
Kleemkapel

- Het Plein, een groot rechthoekig dorpsplein omzoomd met een dubbele rij monumentale bomen. Het is het grootste groene dorpsplein van Oost-Vlaanderen. Het zuidelijke deel van het vroeger veel grotere Plein is in de 19de eeuw verkaveld.
- De Onze-Lieve-Vrouw-Hemelvaartkerk (1787-1788) met oudere, in vroeggotische stijl gebouwde, toren uit ongeveer 1240.
- Het gemeentehuis van Kaprijke (soms nog "stadhuis van Kaprijke" genoemd) uit 1663 in barokstijl.
- Kasteel Hof ter Cruysse (16de eeuw) met een trapgevel uit 1628.
- Verschillende oude woonhuizen uit 17de en de 18de eeuw.
- Herenhuis met duiventoren, aan Voorstraat 25.
- Molen Van de Steene, molenrestant.
- Kleemkapel, ten noordwesten van de dorpskom.

## Natuur en landschap
Kaprijke hoort tot Zandig Vlaanderen en tot de regio Meetjesland en ligt op een hoogte van ongeveer 5 meter. De Heine Watergang en de Isabella Watergang zijn de belangrijkste waterlopen. De omgeving wordt gekenmerkt door de landbouw.

### Kaprijks Vaardeken
Het Kaprijks Vaardeken (ook soms Rood Vaardeken genoemd) was een smal kanaal voor kleine scheepvaart dat in 1651 is gegraven en Kaprijke via Lembeke, doorheen de dekzandrug Maldegem-Stekene in de Lembeekse bossen, verbond met de Burggravenstroom, waarlangs via Kluizen Gent bereikt kon worden.
Het kanaaltje is nog aanwezig naast het fietspad Heihoekse Kerkwegel en in de Lembeekse bossen, met plaatselijk droge bedding (het Droog Vaardeken), en met straatnaam Tragelstraat. De straatnaam Vaartstraat herinnert nog aan het verdwenen kanaal dat liep naast de toenmalige weg, tegenwoordig verbreed tot gewestweg.

## Kernen
De gemeente Kaprijke is opgebouwd uit twee min of meer evenwaardige deelgemeenten: meest noordelijk bevindt zich de deelgemeente Kaprijke en ten zuiden hiervan ligt Lembeke. Tot de deelgemeente Kaprijke behoort ook nog een kleinere kern Bentille die gedeeld wordt met de gemeenten Sint-Laureins en Assenede.
De grens tussen de twee deelgemeenten loopt min of meer gelijk met de autoweg E34/A11 (in de volksmond 'expresweg') die de gemeente doormidden snijdt.

### Deelgemeenten
|    | Naam     | Opp. (km²) | Inwoners (2020) | Inwoners per km² | NIS-code |
| -- | -------- | ---------- | --------------- | ---------------- | -------- |
| I  | Kaprijke | 14,72      | 2.719           | 185              | 43007A   |
| II | Lembeke  | 18,91      | 3.716           | 196              | 43007B   |

### Kaart
De gemeente Kaprijke grenst aan volgende gemeenten en (deel)gemeenten:
- a. Bassevelde (Assenede)
- b. Oosteeklo (Assenede)
- c. Sleidinge (Evergem)
- d. Waarschoot (Lievegem)
- e. Eeklo
- f. Sint-Laureins
- g. Sint-Jan-in-Eremo (Sint-Laureins)
- h. Watervliet (Sint-Laureins)

## Demografie

### Demografische evolutie voor de fusie
- Bronnen:NIS, www.meetjesland.be en gemeente Kaprijke - Opm:1831 t/m 1970=volkstellingen; 1976=inwoneraantal op 31 december

### Demografische ontwikkeling van de fusiegemeente
Alle historische gegevens hebben betrekking op de huidige gemeente, inclusief deelgemeenten, zoals ontstaan na de fusie van 1 januari 1977.
- Bronnen:NIS, Opm:1831 tot en met 1981=volkstellingen; 1990 en later= inwonertal op 1 januari

| Inwoners van jaar tot jaar op 1 januari 1992 tot heden | Inwoners van jaar tot jaar op 1 januari 1992 tot heden | Inwoners van jaar tot jaar op 1 januari 1992 tot heden |
| jaar                                                   | Aantal                                                 | Evolutie: 1992=index 100                               |
| ------------------------------------------------------ | ------------------------------------------------------ | ------------------------------------------------------ |
| 1992                                                   | 6.141                                                  | 100,0                                                  |
| 1993                                                   | 6.198                                                  | 100,9                                                  |
| 1994                                                   | 6.195                                                  | 100,9                                                  |
| 1995                                                   | 6.249                                                  | 101,8                                                  |
| 1996                                                   | 6.136                                                  | 99,9                                                   |
| 1997                                                   | 6.202                                                  | 101,0                                                  |
| 1998                                                   | 6.210                                                  | 101,1                                                  |
| 1999                                                   | 6.187                                                  | 100,7                                                  |
| 2000                                                   | 6.175                                                  | 100,6                                                  |
| 2001                                                   | 6.127                                                  | 99,8                                                   |
| 2002                                                   | 6.111                                                  | 99,5                                                   |
| 2003                                                   | 6.113                                                  | 99,5                                                   |
| 2004                                                   | 6.072                                                  | 98,9                                                   |
| 2005                                                   | 6.069                                                  | 98,8                                                   |
| 2006                                                   | 6.128                                                  | 99,8                                                   |
| 2007                                                   | 6.171                                                  | 100,5                                                  |
| 2008                                                   | 6.171                                                  | 100,5                                                  |
| 2009                                                   | 6.177                                                  | 100,6                                                  |
| 2010                                                   | 6.183                                                  | 100,7                                                  |
| 2011                                                   | 6.294                                                  | 102,5                                                  |
| 2012                                                   | 6.318                                                  | 102,9                                                  |
| 2013                                                   | 6.374                                                  | 103,8                                                  |
| 2014                                                   | 6.298                                                  | 102,6                                                  |
| 2015                                                   | 6.337                                                  | 103,2                                                  |
| 2016                                                   | 6.321                                                  | 102,9                                                  |
| 2017                                                   | 6.381                                                  | 103,9                                                  |
| 2018                                                   | 6.429                                                  | 104,7                                                  |
| 2019                                                   | 6.434                                                  | 104,8                                                  |
| 2020                                                   | 6.436                                                  | 104,8                                                  |
| 2021                                                   | 6.508                                                  | 106,0                                                  |
| 2022                                                   | 6.539                                                  | 106,5                                                  |
| 2023                                                   | 6.587                                                  | 107,3                                                  |
| 2024                                                   | 6.660                                                  | 108,5                                                  |
| 2025                                                   | 6.638                                                  | 108,1                                                  |

## Politiek

#### Bestuur 2024-2030
In oktober 2024 werd Lokaal Samen Sterker, een samenwerkingsverband van CD&V en de lijst SAMEN, de grootste partij en verwierf ze een absolute meerderheid van 13 op 17 zetels. Pieter Claeys bleef burgemeester.

#### Bestuur 2018-2024
Na de gemeenteraadsverkiezingen van oktober 2018 werd CD&V-N-VA-Groen-Onafh de grootste partij en verwierf ze de absolute meerderheid met 9 van 17 zetels zetels. De nieuwe burgemeester wordt Pieter Claeys.

#### Bestuur 2013-2018
Burgemeester was Filip Gijssels van de lokale lijst SAMEN, een kartel van sp.a, Open Vld en onafhankelijken. Deze partij heeft de meerderheid met 9 op 17 zetels, en dit sinds de verkiezingen van oktober 1994.

#### Geschiedenis van het bestuur
Van de gemeentefusies in 1977 tot de verkiezingen van oktober 1994 had de CVP een absolute meerderheid in de Kaprijkse gemeenteraad. Gedurende deze hele periode was Albert Windey, die eerder al de voormalige gemeente Kaprijke bestuurd had, burgemeester. In 1994 trad hij terug als lijsttrekker, en in de verkiezingen van dat jaar verloor de CVP haar meerderheid ten voordele van de verenigde oppositie (VU, SP, PVV en Agalev), die naar de kiezer trok als SAMEN. Deze kartellijst heeft ondanks zijn wisselende samenstelling tot 2018 de meerderheid en dus het bestuur behouden.

### Resultaten gemeenteraadsverkiezingen sinds 1976
| Partij of kartel     | Partij of kartel                                                         | 10-10-1976 | 10-10-1976 | 10-10-1982 | 10-10-1982 | 9-10-1988 | 9-10-1988 | 9-10-1994 | 9-10-1994 | 8-10-2000 | 8-10-2000 | 8-10-2006 | 8-10-2006 | 14-10-2012 | 14-10-2012 | 14-10-2018 | 14-10-2018 | 13-10-2024 | 13-10-2024 |
| Stemmen / Zetels     | Stemmen / Zetels                                                         | %          | 17         | %          | 17         | %         | 17        | %         | 17        | %         | 17        | %         | 17        | %          | 17         | %          | 17         | %          | 17         |
| -------------------- | ------------------------------------------------------------------------ | ---------- | ---------- | ---------- | ---------- | --------- | --------- | --------- | --------- | --------- | --------- | --------- | --------- | ---------- | ---------- | ---------- | ---------- | ---------- | ---------- |
|                      | Vrije GemeentebelangenA/ VU1/ SAMENB/ N-VA&'plus'2 / N-VA3               | 26,97A     | 4          | 24,7A      | 4          | 19,781    | 3         | 49,09B    | 9         | 50,53B    | 9         | 12,62     | 1         | 22,463     | 4          | D(*)       |            | 21,93      | 3          |
|                      | AGALEV1/ SAMENB/ Groen2                                                  | -          |            | -          |            | 6,041     | 0         | 49,09B    | 9         | 50,53B    | 9         | 50,56B    | 9         | 7,832      | 0          | D(*)       | 6,72       | 0          |            |
|                      | SP1/ SAMENB/ Lokaal Samen SterkerE                                       | -          |            | 8,921      | 0          | 10,211    | 1         | 49,09B    | 9         | 50,53B    | 9         | 50,56B    | 9         | 46,53B     | 9          | 49,2B      | 8          | 62,6E      | 13         |
|                      | Vrije GemeentebelangenA/ PVV1/ SAMENB / PluspuntC/ Lokaal Samen SterkerE | A(*)       |            | A(*)       |            | 4,051     | 0         | 49,09B    | 9         | 50,53B    | 9         | 36,84C    | 7         | 46,53B     | 9          | 49,2B      | 8          | 62,6E      | 13         |
|                      | CVP1/ PluspuntC / CD&V+2/ Het KartelD/ Lokaal Samen SterkerE             | 73,031     | 13         | 66,371     | 13         | 59,931    | 13        | 48,521    | 8         | 49,471    | 8         | 36,84C    | 7         | 23,182     | 4          | 50,8D      | 9          | 62,6E      | 13         |
|                      | Vonk                                                                     | -          |            | -          |            | -         |           | -         |           | -         |           | -         |           | -          |            | -          |            | 8,8        | 1          |
|                      | ALLEEN                                                                   | -          |            | -          |            | -         |           | 2,39      | 0         | -         |           | -         |           | -          |            | -          |            | -          |            |
| Totaal stemmen       | Totaal stemmen                                                           | 4233       | 4233       | 4357       | 4357       | 4427      | 4427      | 4623      | 4623      | 4592      | 4592      | 4735      | 4735      | 4658       | 4658       | 4797       | 4797       | 3302       | 3302       |
| Opkomst %            | Opkomst %                                                                |            |            |            |            | 96,41     | 96,41     | 95,54     | 95,54     | 94,76     | 94,76     | 96,89     | 96,89     | 92,40      | 92,40      | 94,6       | 94,6       | 62,7       | 62,7       |
| Blanco en ongeldig % | Blanco en ongeldig %                                                     | 3,64       | 3,64       | 3,56       | 3,56       | 3,5       | 3,5       | 4,91      | 4,91      | 5,71      | 5,71      | 6,27      | 6,27      | 4,04       | 4,04       | 6,1        | 6,1        | 1,2        | 1,2        |

De zetels van de gevormde meerderheid staan vetjes afgedrukt. De grootste partij staat in kleur.
De rode cijfers naast de gegevens duiden aan onder welke naam de partijen telkens bij een verkiezing opkwamen.

## Bekende personen uit Kaprijke
- Björn Engels (1994), profvoetballer
- Hippoliet Van Peene (1811–1864), tekstschrijver van De Vlaamse Leeuw
- Albert Windey (1918–2011), burgemeester van Kaprijke